# Daemonia Nymphe
Daemonia Nymphe (Δαιμόνια Νύμφη) est un groupe grec de folk, originaire d'Athènes.

## Histoire
Le groupe est formé en 1994 par Spyros Giasafaki et Evi Stergiou. La musique du groupe s'inspire fortement de la musique grecque antique et relève, selon les classements, de la musique gothique ou folk, ou encore du néoclassique gothique. Après avoir édité un premier album en 1998 chez le label allemand Solisticium Records, les albums du groupe sont publiés par le label français Prikosnovénie depuis 2002.

## Style musical
Depuis 1999, le groupe utilise des instruments conçus sur le modèle d'instruments grecs antiques : lyre, barbitos, pandoura, flûte double (aulos), etc. reconstitués par Nicholas Brass. Les chansons comportent de nombreuses parties vocales féminines chantées par les trois chanteuses du groupe. Pendant les concerts, les membres du groupe portent des masques et adoptent une mise en scène inspirée par la Grèce antique.

## Discographie
- 1998 : The Bacchic Dance of the Nymphs (Ο Βακχικός Χορός Των Νυμφών) (Solisticium Records)[1]
- 2000 : Tyrvasia (Τυρβασία) (mini-CD)
- 2002 : Daimonia Nymphe (Δαιμόνια Νύμφη) (Prikosnovénie)
- 2004 : Le Chœur bachique des nymphes - Tyrvasia (Ο βακχικός χορός των νυμφών - Τυρβασία), 2004 (réédition des deux albums chez Prikosnovénie)
- 2005 : Daimonia Nymphe Remixed, (Palace of Worms Records)[1]
- 2007 : Collector Box Daemonia Nymphe
- 2007 : Krataia Asterope (Κραταιά Αστερόπη), (Prikosnovénie)
- 2010 : Daimonia Nymphe live at La Nuit des Fées (DVD, Prikosnovénie)
- 2016 : Macbeth